# Кросоувър траш
Кросоувър траш (понякога само кросоувър) е подстил на хевиметъл музиката, който смесва траш метъл и хардкор пънк или е повлиян от двата стила.

## История
Наименуванието кросоувър произлиза от албума Crossover (1987) на група D.R.I.. Ранните композиции на групата са в стил трашкор, което поражда спорове за точното определение. Самото начало започва, когато групите започват да вмъкват хардкор елементи в своята музика. Албумите на Void и The Faith от 1982 г. са признати за най-влиятелните кросоувър записи. Представителите на метъл сцената създават нов стил, който по-нататък се отделя от хардкора с бързи и кратки песни. Кросоувър траша окончателно се формира в клуб Ruthie's в Бъркли, през 1984 г. Трябва да се отбележи, че първоначално всички тези групи, са определяни с термина метълкор. Много от тях по-късно се ориентират към други стилове като стоунър метъл. Suicidal Tendencies се преориентират към фънк метъл. Едноименният албум на Biohazard от 1990 г. е в стил кросоувър траш, но следващите се отклоняват в посока рап метъл.
|  | Тази страница частично или изцяло представлява превод на страницата „Кроссовер-трэш“ в Уикипедия на руски. Оригиналният текст, както и този превод, са защитени от Лиценза „Криейтив Комънс – Признание – Споделяне на споделеното“, а за съдържание, създадено преди юни 2009 година – от Лиценза за свободна документация на ГНУ. Прегледайте историята на редакциите на оригиналната страница, както и на преводната страница, за да видите списъка на съавторите. ВАЖНО: Този шаблон се отнася единствено до авторските права върху съдържанието на статията. Добавянето му не отменя изискването да се посочват конкретни източници на твърденията, които да бъдат благонадеждни. |